# Torre de s'Estelella
La torre de s'Estelella és una torre de vigilància i defensa a la costa del terme municipal de Llucmajor, Mallorca. La torre de s'Estelella s'alça al lloc anomenat Serral des Corral a la possessió de s'Estelella, a 6 m sobre el nivell del mar, prop de la Punta Plana, al sud de Mallorca. La construcció d'aquesta torre fou el fet que el 1543 els turcs otomans s'aliaren amb els barbarescs, convertint-se en una constant amenaça per a tota Mallorca. Per a defensar la vila de Llucmajor es pensà a construir a la costa les torres del Cap Blanc, la torre de Cala Pi i la torre de s'Estelella. La torre fou construïda el 1577 pel mestre d'obres Simó Carrió. La seva forma la d'un conus truncat a la part inferior per després continuar de forma cilíndrica fins al terrat. La seva altària és d'uns 9 metres, amb un diàmetre d'uns 7,5 metres a la base i d'uns 6,5 a la part cilíndrica. Es bastí amb carreus de marès de peces de mida irregular. Tenia una cambra principal amb volta de maçoneria i terrat. En el parapet hi havia dues troneres per treure-hi els canons de les armes de foc i un matacà damunt la porta per protegir-la. També hi havia un rafal per a armes. Amb els anys es tancaren les troneres i es modificà el parapet construint-hi una plataforma circular en voladís damunt mènsules.